# صنت مثاو
صنت مثاو أو شنت مثاو هي أرض رأسية تقع بالقرب من Le Conquet في أراضي بلدية Plougonvelin في فرنسا وتحيط بها منحدرات عالية يبلغ ارتفاعها 20 مترًا.

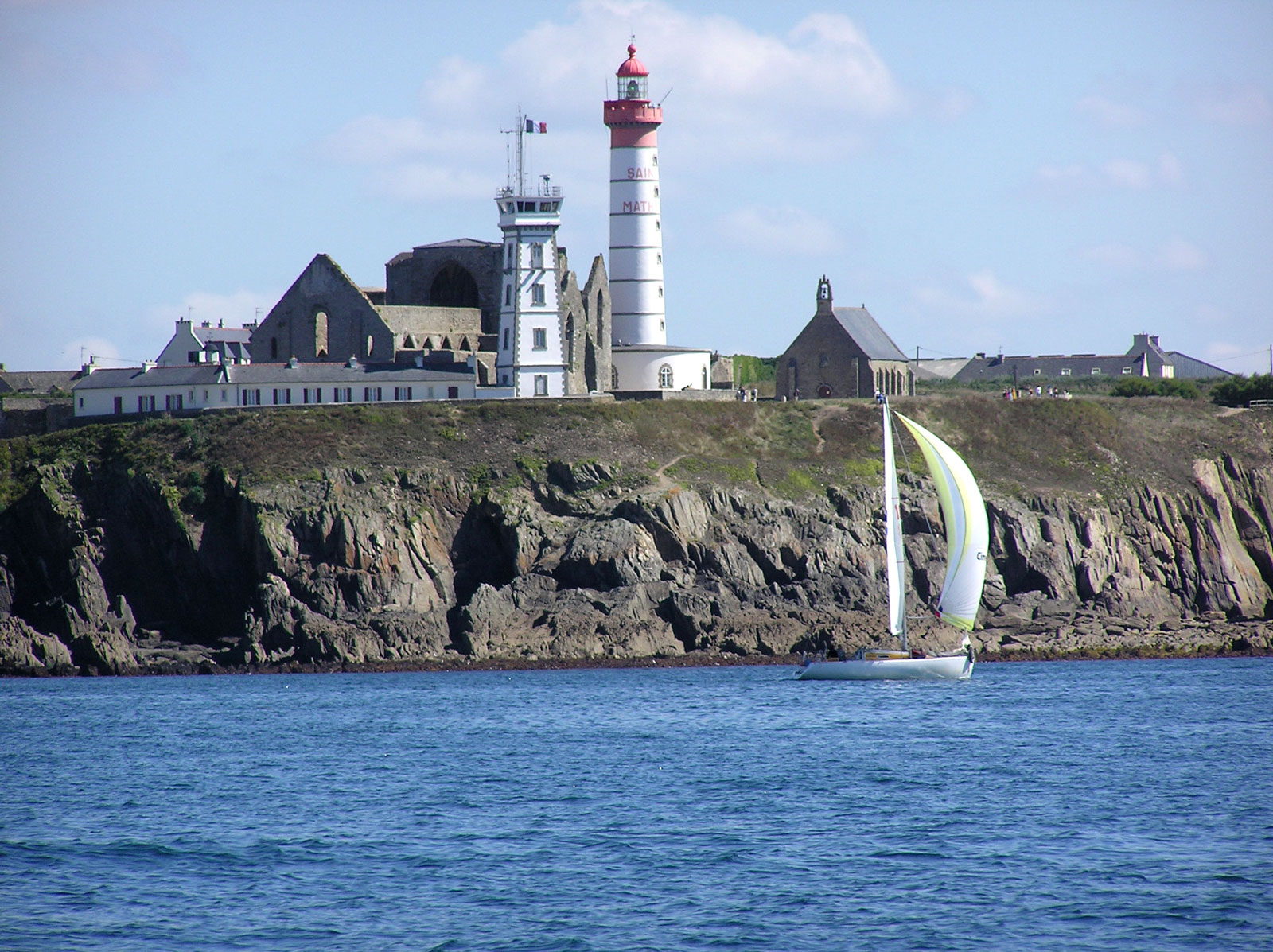
منارة وأطلال الدير في صنت مثاو

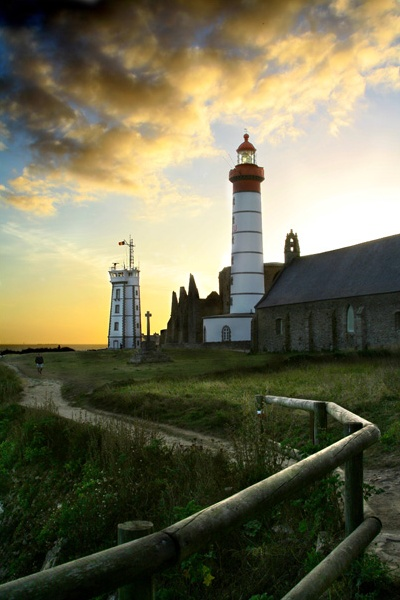